# Lepidocephalichthys
Lepidocephalichthys is een geslacht van straalvinnige vissen uit de familie van de modderkruipers (Cobitidae).

## Soorten
- Lepidocephalichthys guntea (Hamilton, 1822)
- Lepidocephalichthys alkaia Havird & Page, 2010
- Lepidocephalichthys annandalei Chaudhuri, 1912
- Lepidocephalichthys arunachalensis (Datta & Barman, 1984)
- Lepidocephalichthys barbatuloides (Bleeker, 1851)
- Lepidocephalichthys berdmorei (Blyth, 1860)
- Lepidocephalichthys birmanicus (Rendahl, 1948)
- Lepidocephalichthys coromandelensis (Menon, 1992)
- Lepidocephalichthys furcatus (de Beaufort, 1933)
- Lepidocephalichthys goalparensis Pillai & Yazdani, 1976
- Lepidocephalichthys hasselti (Valenciennes, 1846)
- Lepidocephalichthys irrorata Hora, 1921
- Lepidocephalichthys jonklaasi (Deraniyagala, 1956)
- Lepidocephalichthys kranos Havird & Page, 2010
- Lepidocephalichthys lorentzi (Weber & de Beaufort, 1916)
- Lepidocephalichthys manipurensis Arunkumar, 2000
- Lepidocephalichthys micropogon (Blyth, 1860)
- Lepidocephalichthys sandakanensis (Inger & Chin, 1962)
- Lepidocephalichthys thermalis (Valenciennes, 1846)
- Lepidocephalichthys tomaculum Kottelat & Lim, 1992
- Lepidocephalichthys zeppelini Havird & Tangjitjaroen, 2010